# Sammy Timberg
Sam "Sammy" Timberg (ur. 21 maja 1903, zm. 26 sierpnia 1992) – amerykański muzyk i kompozytor, znany ze współpracy z wytwórnią Fleischer Studios. Napisał muzykę do takich kreskówek jak Popeye, Gabby, Betty Boop, czy Superman. Był dyrektorem muzycznym Famous Pictures. W 1946 zastąpił go Winston Sharples.